# Várnagy Ildikó
Várnagy Ildikó (Budapest, 1944. április 23. –) Munkácsy Mihály-díjas magyar szobrászművész, pedagógus.

## Életpályája
Szülei: Várnagy László és Kiss Angéla. 1958-1962 között a Képző- és Iparművészeti Szakközépiskola diákja volt. 1963-1967 között a Magyar Képzőművészeti Főiskola hallgatója volt Somogyi József tanítványaként. 1968-1979 között középiskolai tanár volt. 1979 óta szabadfoglalkozáső képzőművész. Több művésztelep munkájában vett részt: Makói Művésztelep 1977-1982, győri Művésztelep 1983, 1992, Kerámia Alkotótelep; Siklós 1984-1998, Zalaegerszeg 1998). 1995 óta a Magyar Szobrászok Társaságának tagja.

## Egyéni kiállításai
- 1968, 1995, 1997, 1999 Budapest
- 1973 Stúdió Galéria
- 1974 Fiatal Művészek Klubja
- 1975 Csepel, Újpalota
- 1977, 1982 Hajdúszoboszló
- 1978 Budaörs, Zalaegerszeg
- 1979 Nemzeti Galéria
- 1983, 1993, 1996 Veszprém
- 1983 Nagykanizsa
- 1988 Újpest Galéria
- 1991 Oroszlány, Messel
- 1992 Ankara, Miskolc
- 1993 Visegrád
- 1994 Esztergom
- 1995 Kaposvár
- 2001 Kaposfüred
- 2002 Balassagyarmat, Sopron
- 2003 Dunaszerdahely
- 2004 Helsinki
- 2006 Körmend, Szentendre, Sopron
- 2008 Vecsés

## Művei

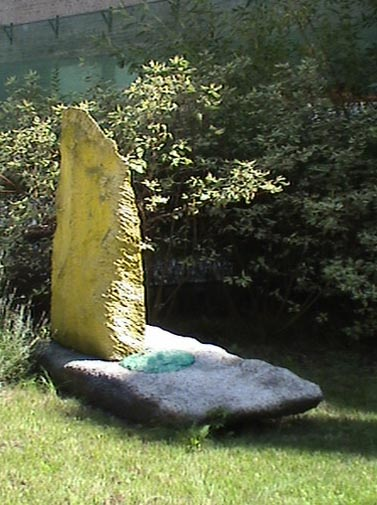
Nap és víz című szobra Miskolcon

13 köztéri szobor (Eger, Veszprém, Zalaegerszeg, Győr, Siklós, Mór, Budapest, Miskolc)
- Kendős fej (Eger, 1966)
- Vámos Ilona (Budapest, 1973)
- Beszélgetők (Győr, 1983)
- Cholnoky Viktor-portré (Veszprém, 1993)
- Kép nélkül (Veszprém, 1993)
- A három Cholnoky (Veszprém, 1997)
- Ló (Zalaegerszeg, 1998)

## Könyvei
- Szószobrok, versek, rajzok (1998)
- Művészeti írások 1973-1999 (2002)
- Utazás befelé (esszék, 2005)

## Díjai, elismerései
- Munkácsy Mihály-díj (1991)
- az ankarai Ázsia-Európa biennálé díja (1992)
- a pécsi kisplasztikai biennálé első díja (1995)
- Soros-ösztöndíj (2000)
- MAOE-ösztöndíj (2001)
- NKA-ösztöndíj (2002, 2003, 2004, 2005, 2007)